# Sarangani (provins)

Saranganis läge i Filippinerna

Sarangani är en provins på ön Mindanao i Filippinerna. Den är belägen i regionen SOCCSKSARGEN och har 483 500 invånare (2006) på en yta av 2 980 km². Administrativ huvudort är Alabel.
Provinsen är indelad i 7 kommuner.
- Alabel
- Glan
- Kiamba
- Maasim
- Maitum
- Malapatan
- Malungon